# يوليوس هوبنر
يوليوس هوبنر (بالألمانية: Julius Hübner)‏ هو رسام وشاعر ألماني، ولد في 27 يناير 1806 في Oleśnica ‏ في بولندا، وتوفي في 7 نوفمبر 1882 في درسدن في ألمانيا.

## معرض صور

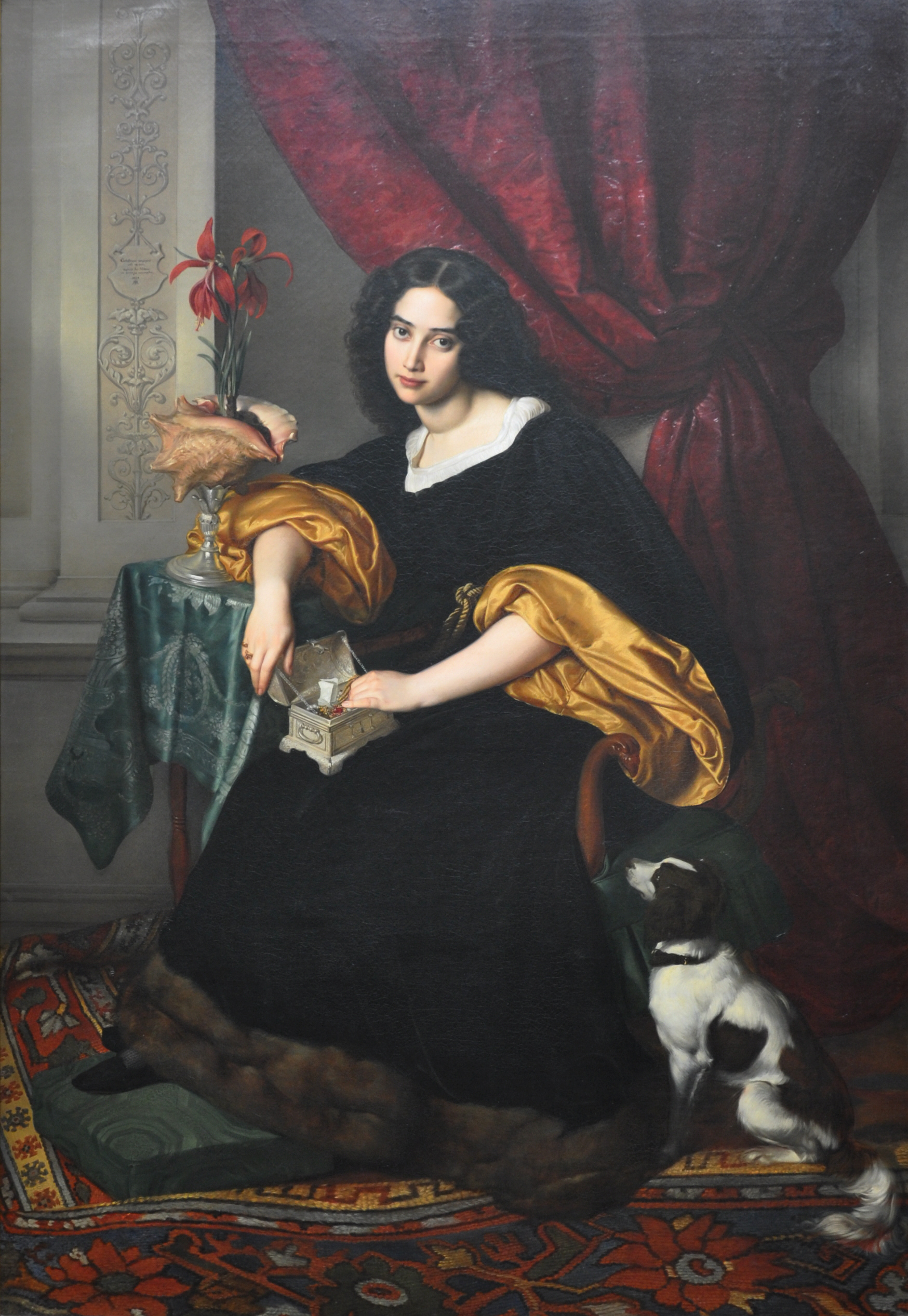
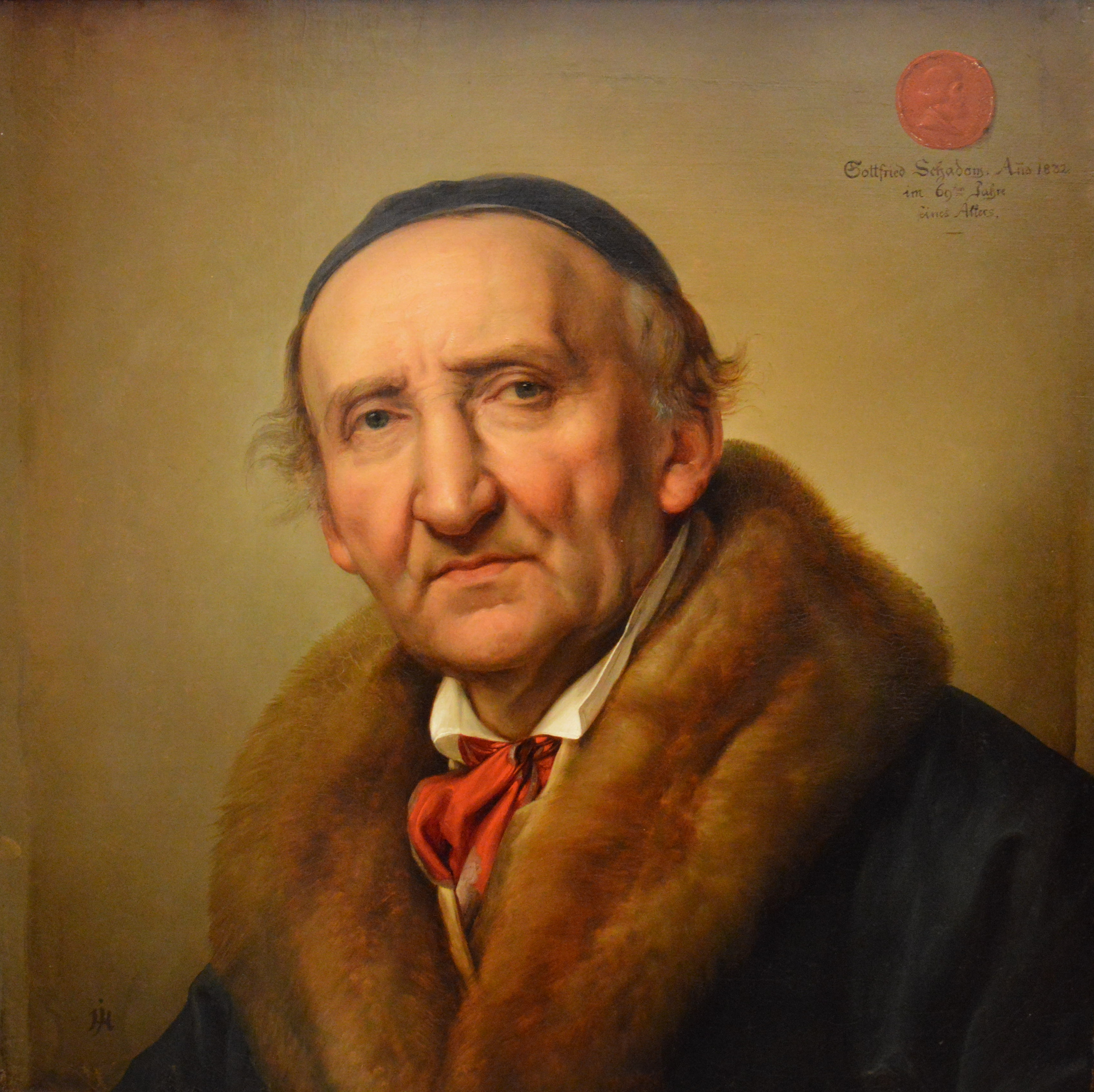
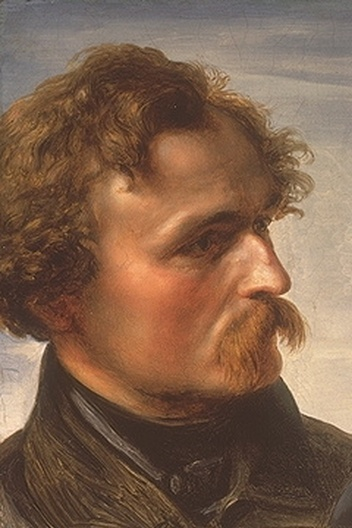
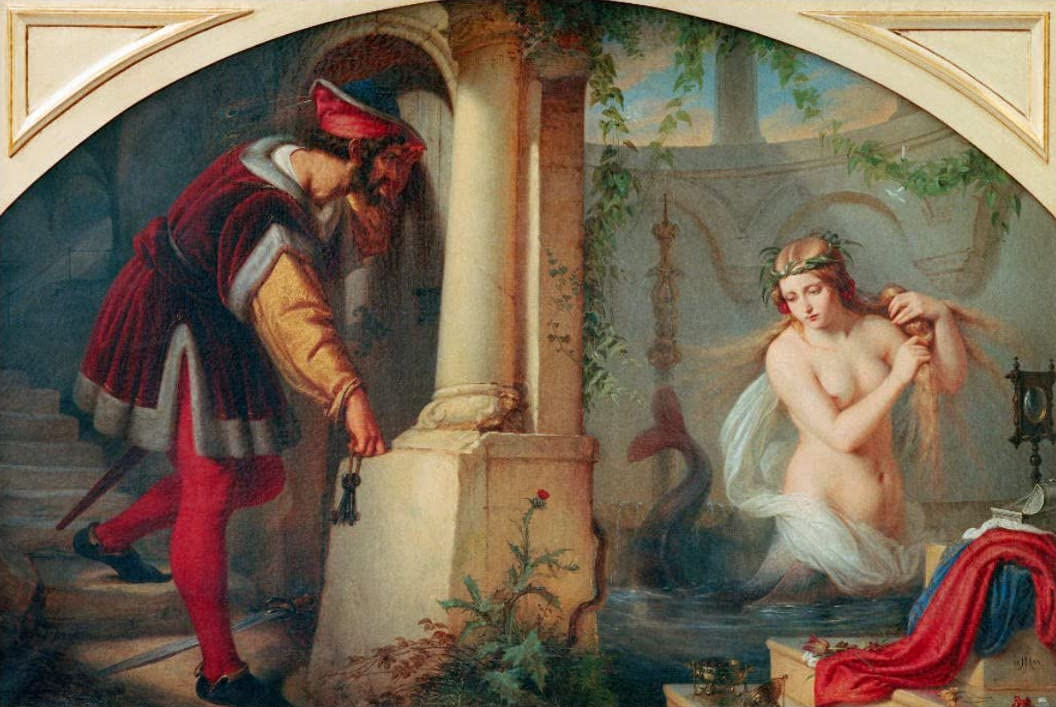